# Time After Time (chanson de Earth)
Pour les articles homonymes, voir Time After Time.
Singles de EARTH
Time After Time: Hip Hop Soul Version
(2000)
Time After Time (écrit en minuscules : time after time) est le premier single du groupe féminin de J-pop EARTH, sorti le 23 février 2000 au Japon sur le tout nouveau label Sonic Groove, dont c'est le tout premier disque édité, sous la référence AVCD-16001. Il est écrit et produit par T2ya. Il atteint la 13e place du classement Oricon, et reste classé pendant dix semaines.
C'est un maxi-single contenant cinq titres : deux chansons et leurs versions instrumentales, ainsi qu'une version remixée supplémentaire de la chanson-titre. Celle-ci a été utilisée comme thème musical pour le drama télévisé  Virtual Girl et pour une publicité, et figurera sur l'album Bright Tomorrow qui sortira un an plus tard. Elle sera aussi remixée en quatre autres versions sur le single suivant Time After Time: Hip Hop Soul Version qui sortira trois mois et demi plus tard.
La chanson en "face B", Everything, a elle aussi été utilisée comme thème musical pour une publicité.

## Liste des titres
1. time after time
2. Everything
3. time after time (K-Muto Groovediggert Remix)
4. time after time (instrumental)
5. Everything (instrumental)